# Chauncey Vibbard

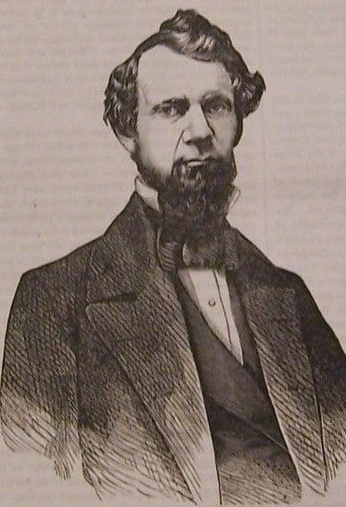

Chauncey Vibbard (* 11. November 1811 in Galway, New York; † 5. Juni 1891 in Macon, Georgia) war ein US-amerikanischer Politiker. Zwischen 1861 und 1863 vertrat er den Bundesstaat New York im US-Repräsentantenhaus.

## Werdegang

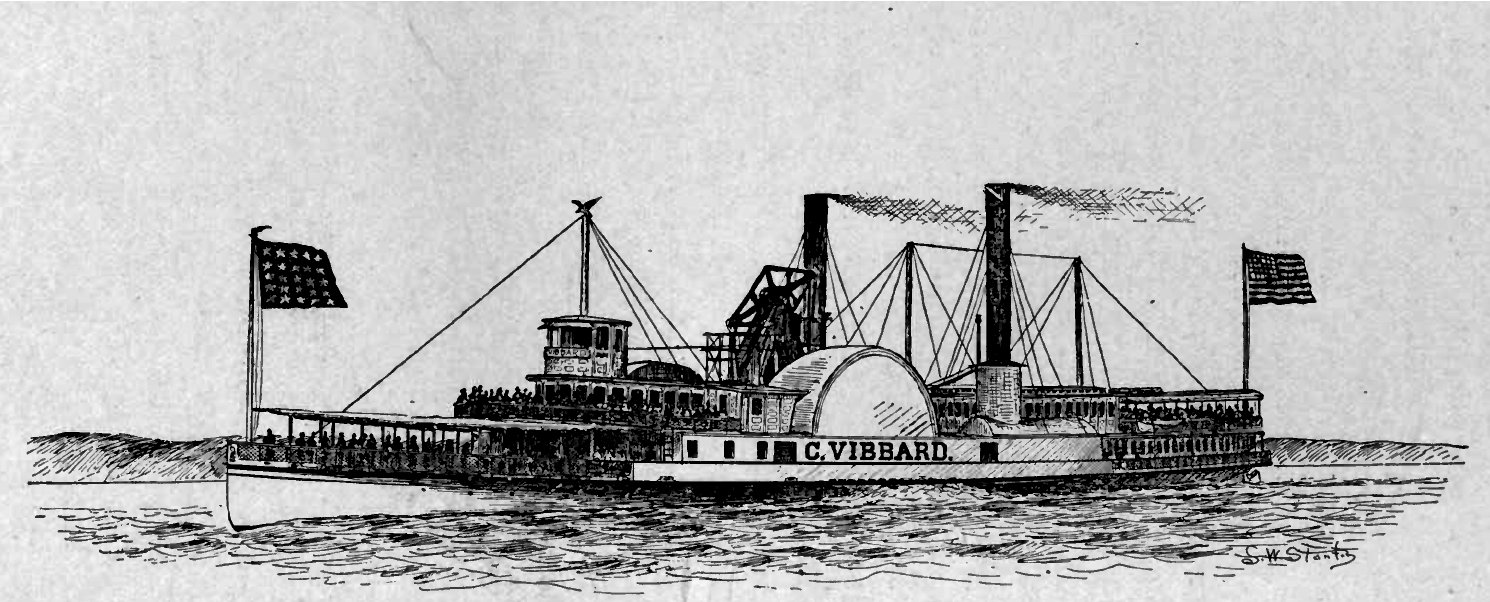
PS Chauncey Vibbard

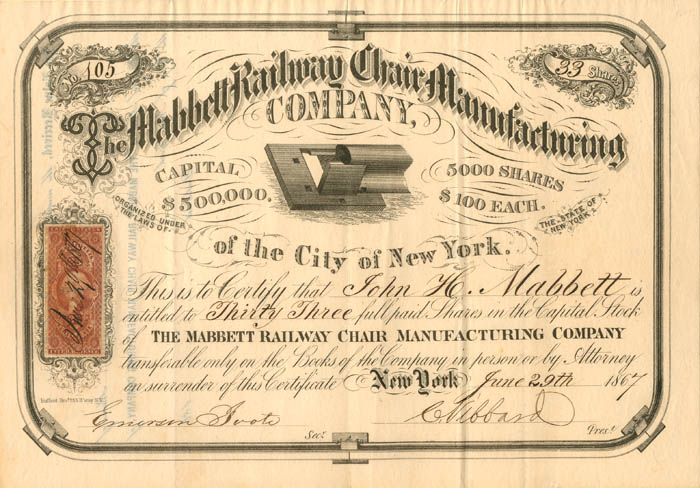

Chauncey Vibbard wurde ungefähr acht Monate vor dem Ausbruch des Britisch-Amerikanischen Krieges in Galway im Saratoga County geboren. Er besuchte Gemeinschaftsschulen und graduierte an der Mott’s Academy for Boys in Albany. Danach arbeitete er in Albany als Clerk in einer Lebensmittelgroßhandlung. Er zog nach New York City und von dort 1834 nach Montgomery (Alabama). Dann kehrte er nach New York zurück und ließ sich in Schenectady nieder. Man ernannte ihn 1836 zum Chief Clerk in der Utica & Schenectady Railroad Co. Er wurde 1848 ein Eisenbahnfracht- und Fahrkartenverkäufer. Er vereinigte die vielen kleinen Eisenbahngesellschaften im westlichen New York zu der New York Central Railroad Co., wo er zwischen 1853 und 1865 als erster General Superintendent diente. Politisch gehörte er der Demokratischen Partei an.
Bei den Kongresswahlen des Jahres 1860 für den 37. Kongress wurde Vibbard im 18. Wahlbezirk von New York in das US-Repräsentantenhaus in Washington, D.C. gewählt, wo er am 4. März 1861 die Nachfolge von Clark B. Cochrane antrat. Da er auf eine erneute Kandidatur im Jahr 1862 verzichtete, schied er nach dem 3. März 1863 aus dem Kongress aus.
Während des Bürgerkrieges diente er 1862 als Direktor und Superintendent of Military Railroads. Zwischen 1864 und 1867 war er der erste Präsident der Family Fund Insurance Co. In dieser Zeit zog er 1865 nach New York City, wo er in das Geschäft mit Dampfschifffahrtslinien und Hochbahnen einstieg. Nachdem er 1889 in den Ruhestand gegangen war, widmete er sich dem Bau der südlichen Eisenbahnen sowie von Mittel- und Südamerikanischen Unternehmen. Er verstarb am 5. Juni 1891 in Macon und wurde dann auf dem Riverside Cemetery beigesetzt.